# 新潟燒山
36°55′15″N 138°02′09″E / 36.92083°N 138.03583°E

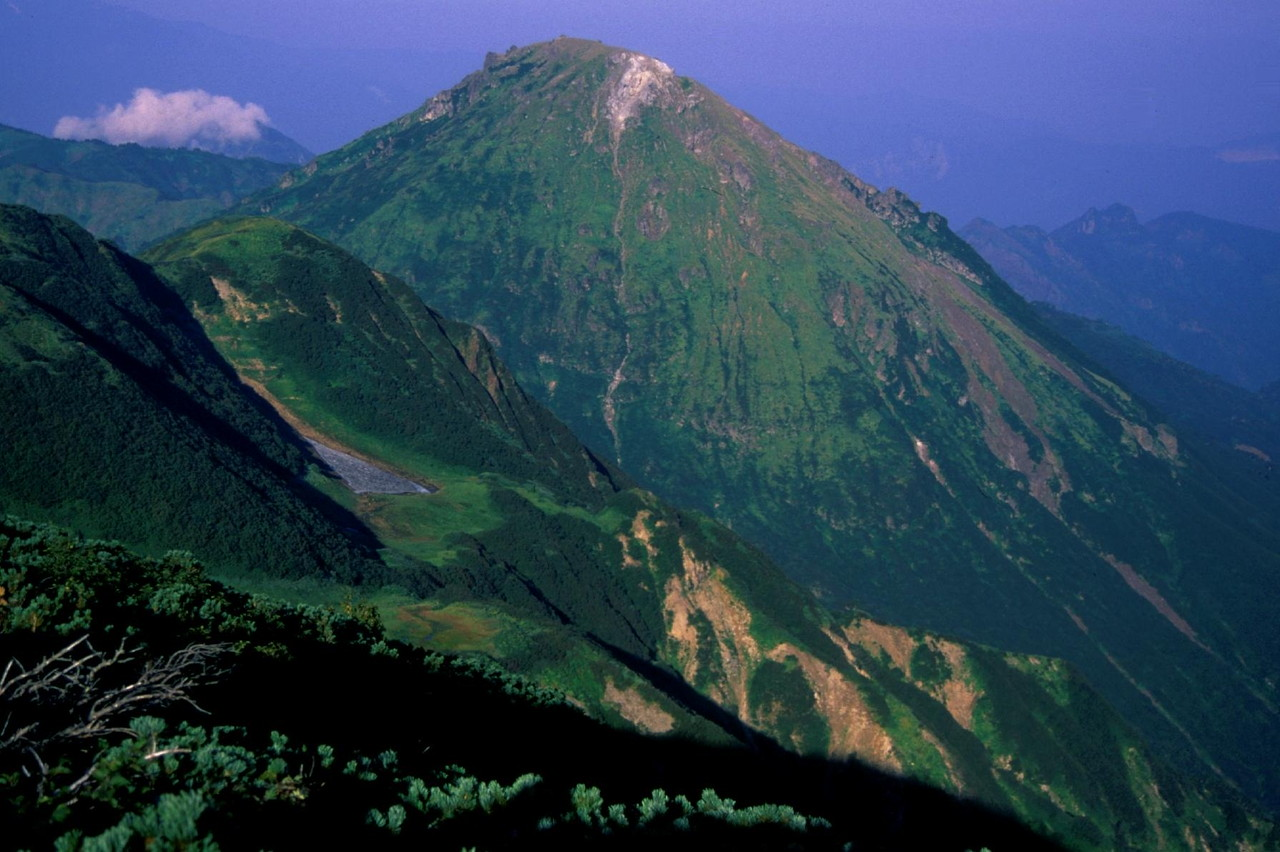
新潟燒山

新潟燒山是位於日本新潟縣的成層火山，也是一座活火山以及日本三百名山之一，它標高2,400米。

## 主要噴發記錄
- 887年：噴發。
- 989年：噴發。
- 1361年：大噴發。VEI3[5]。
- 1773年：噴發。VEI3。
- 1852年〜1854年：噴發。
- 1949年：噴發。
- 1962年：噴發。
- 1963年：噴發。
- 1974年：噴發，造成3人死亡[6][7]。VEI1。
- 1983年：噴發。
- 1997年〜1998年：噴發。VEI1。
- 2016年：噴發。

## 外部連結
- 新潟焼山 （页面存档备份，存于） - 気象庁（日語）